# Бек, Рэйчел
Рэ́йчел Эли́забет Бек (англ. Rachael Elizabeth Beck; 9 февраля 1971, Сидней, Новый Южный Уэльс, Австралия) — австралийская актриса.

## Биография
Рэйчел Элизабет Бек родилась 9 февраля 1971 года в Сиднее (штат Новый Южный Уэльс, Австралия) в семье режиссёра Джона Бека, который брал её в школьные мюзиклы. У Рэйчел есть брат и сестра.
Рэйчел окончила «SCECGS Redlands».
В 1980 года Рэйчел выступала на фестивале талантов «Eisteddfod» с песней «The Coun», а через несколько лет она начала участвовать в кастингах.

## Карьера
Рэйчел дебютировала в кино в 1989 году, сыграв роль Рози Маларви в эпизоде «Не Маларви» телесериала «Летающие врачи». Всего она сыграла в 9-ти фильмах и телесериалах. Дважды снималась в популярном австралийском сериале «Домой и в путь», в 1990 году (6 эпизодов) и в 2012 (9 эпизодов), играя разных персонажей.
Рейчел Бек является послом Австралийского детского музыкального фонда (ACMF), некоммерческой организации, цель которой — предоставлять музыкальные инструменты детям в отдаленных и коренных районах Австралии. 

## Личная жизнь
С 20 января 2001 года Рэйчел замужем за актёром Иэном Стенлейком (род.1969). У супругов есть две дочери — Талула Стенлейк (род.15.01.2007) и Рокси Стенлейк (род.19.04.2009).

## Избранная фильмография
| Год  |   | Русское название | Оригинальное название | Роль            |
| ---- | - | ---------------- | --------------------- | --------------- |
| 1989 | с | Летающие врачи   | The Flying Doctors    | Рози Маларви    |
| 2008 | с | Отдел убийств    | City Homicide         | Джемма Притчард |